# آرلینگتون، شهرستان آپشور، ویرجینیای غربی
آرلینگتون (به انگلیسی: Arlington) یک منطقهٔ مسکونی در ایالات متحده آمریکا است که در شهرستان آپشور، ویرجینیای غربی واقع شده‌است. آرلینگتون ۴۵۶٫۹ متر بالاتر از سطح دریا واقع شده‌است.